# Charo (Michoacán)
Charo es una localidad mexicana que se localiza al norte del estado de Michoacán, cabecera del municipio homónimo.
Las principales actividades económicas de la localidad son la agricultura y el comercio.

## Toponimia
El nombre «Charo» significa ‘Tierra del Rey Niño’, posiblemente en idioma matlatzinca, lengua utilizada por el pueblo pirinda originario de la zona.

## Historia
Su fundación se atribuye a los matlatzincas (llamados también pirindas), que eran aliados de los purépechas y hacían las redes a los pescadores de la laguna (el nombre matlatzinca precisamente significa en náhuatl ‘señores de la red’). A la llegada de los españoles y frailes misioneros, fue construido el convento y la iglesia en el año de 1550, por la orden de los agustinos, quienes permanecieron en Charo hasta 1758. La Iglesia, posteriormente, pasó al clero secular. 
Es importante la labor de fray Diego de Basalenque en Charo, pues fue el tipo clásico de misioneros dedicado por entero a sus tareas, dejando huellas de sus habituales trabajos en favor de los indígenas. Fray Diego de Basalenque, escribió en este lugar obras de importancia, como su Arte y Diccionario de la Lengua Matlaltzinga y la Historia de la provincia de San Nicolás Tolentino de Michoacán. Charo, en el siglo XVI, fue República de indios y corregimiento. Durante la revolución de independencia, se encontraron ahí los caudillos Hidalgo y Morelos, después de haberse entrevistado en Indaparapeo, y se presupone que en este lugar, el 20 de octubre de 1810, Hidalgo confirmó a Morelos su grado de general y el mando del ejército del sur.

## Demografía
Cuenta con 5807 habitantes, lo que representa un incremento promedio de 1.1 % anual en el período 2010-2020 sobre la base de los 5210 habitantes registrados en el censo anterior. Ocupa una superficie de 2.609 km², lo que determina al año 2020 una densidad de 2226 hab/km².
| Gráfica de evolución demográfica de Charo entre 2000 y 2020       |
|                                                                   |
| Fuente: Instituto Nacional de Estadística Geografía e Informática |

En el año 2010 estaba clasificada como una localidad de grado medio de vulnerabilidad social.
La población de Charo está mayoritariamente alfabetizada (4.55 % de personas analfabetas al año 2020) con un grado de escolarización en torno de los 8 años. Solo el 0.46 % de la población se reconoce como indígena.